# Frostius pernambucensis
Frostius pernambucensis är en groddjursart som först beskrevs av Werner C.A. Bokermann 1962.  Frostius pernambucensis ingår i släktet Frostius och familjen paddor. IUCN kategoriserar arten globalt som livskraftig. Inga underarter finns listade i Catalogue of Life.